# Llywelyn il Grande
Llywelyn I ap Iorwerth, conosciuto come Llywelyn il Grande, in gallese Llywelyn Fawr (1173 circa – Aberconwy, 11 aprile 1240), è stato l'unico figlio di Iorwerth, figlio più vecchio di Owain Gwynedd.
Il padre Iorwerth sarebbe morto quando Llywelyn era un bambino. Divenne principe di Gwynedd nel 1194 e a partire dal 1203 riuscì a diventare l'unico signore del Gwynedd. Espulse poi il sovrano del Powys e presiedette la divisione del Ceredigion tra i discendenti di Rhys ap Gruffydd. Ottenne l'amicizia di re Giovanni Senzaterra, di cui, nel 1205, sposò la figlia Giovanna. Ma nel 1210 Giovanni, spaventato dalle ambizioni di Llywelyn, invase il Gwynedd e ridimensionò il potere del principe ai soli territori ad ovest del fiume Conwy.
Nel 1212, approfittando del conflitto del re inglese con il Papa e con i suoi baroni, Llywelyn recuperò i territori perduti in precedenza. Con la Magna Carta ottenne significative concessioni. Nel 1216, ad Aberdyfi, presiedette un virtuale parlamento gallese e nel 1218 i consiglieri del giovane re Enrico III riconobbero l'esistenza di una sua virtuale signoria sul Galles. Il suo potere restò intatto fino alla morte. Nel 1230 la sua principale preoccupazione fu quella che il regno passasse integralmente al figlio Dafydd ap Llywelyn, nato dal matrimonio con Joan. Morì e fu tumulato nel 1240 nell'abbazia cistercense di Aberconwy, da lui fondata. In seguito la sua tomba fu spostata nella chiesa di Llanrwst.

## L'infanzia oscura

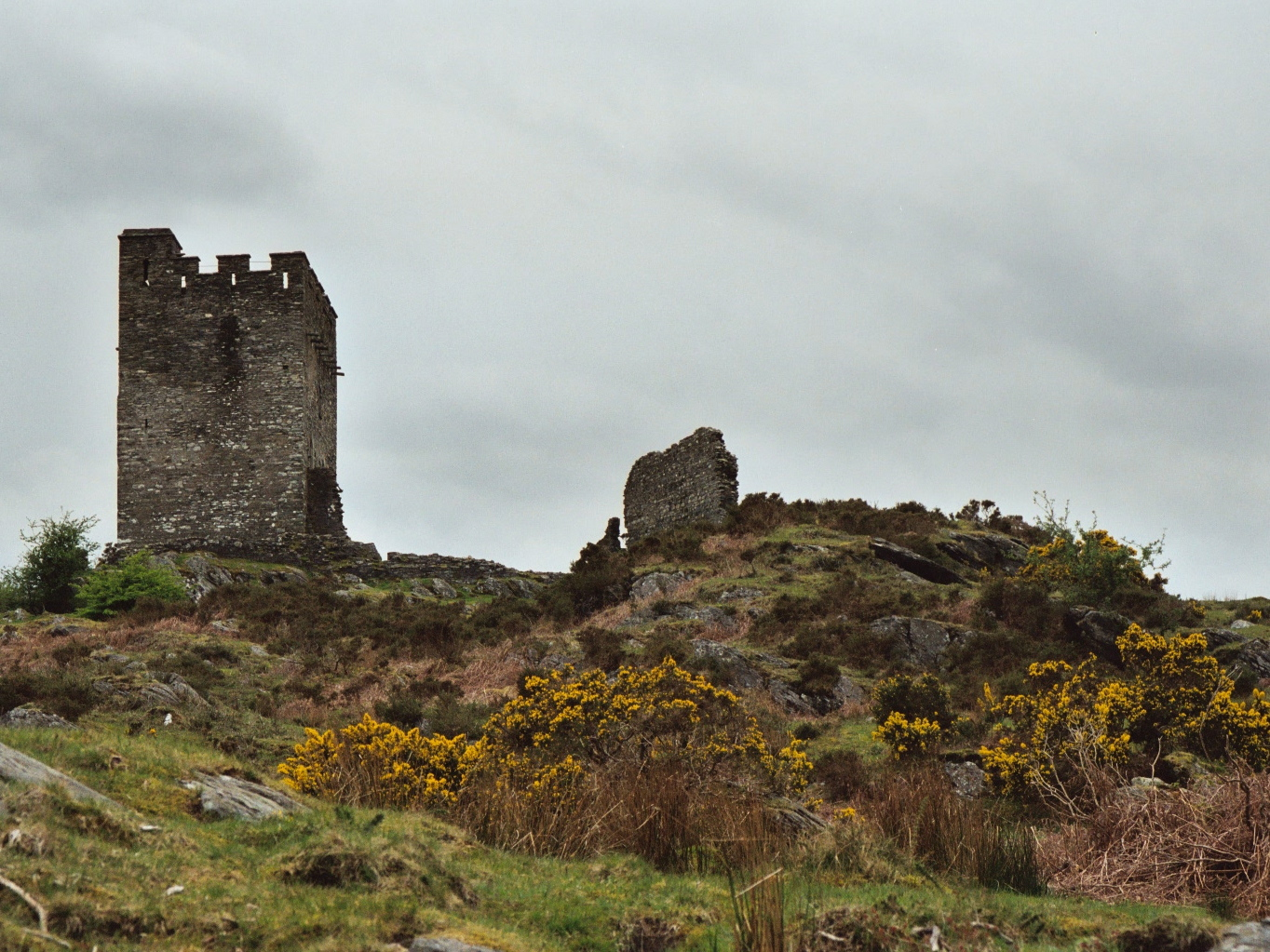
Il castello di Dolwyddelan, reputato il luogo di nascita di Llywelyn il Grande

Llywelyn nacque da Iorwerth Drwyndwn (1145-1174) attorno al 1173, suo padre che era il figlio di Owain Gwynedd, morì nel 1174 lasciando al figlio di appena un anno il trono del Gwynedd. Tale terra era già da un paio di secoli governata dalla famiglia di Llywelyn; l'inizio del loro dominio andava infatti fatta risalire al suo avo Rhodri Mawr ap Merfyn. Si suppone che Llywelyn sia nato a Dolwyddelan, in un castello antecedente a quello attuale, che fece costruire lui stesso, una costruzione in pietra posta su una collinetta nella valle del villaggio e di cui oggi non resta nulla.
Del padre Iorferth si sa molto poco, benché dopo la morte di Owain avvenuta nel 1170 si fossero scatenate delle lotte fra i fratelli per il pieno possesso del potere, a noi non sono giunti documenti che attestino di una qualche azione di Iorwerth in questo conflitto. Questo fa supporre che una qualche disabilità o deformazione lo avessero escluso dall'esercizio e dalla lotta per il potere.
Nel 1175 il Gwynedd venne diviso in due aree, la prima, ad est del Conwy (fiume) andò a suo zio Dafydd ab Owain Gwynedd, l'area ad ovest invece andò all'altro suo zio Rhodri ab Owain Gwynedd, entrambi figli di secondo letto di Owain. Costoro però venivano considerati illegittimi dalla chiesa, perché frutto del matrimonio fra Owain ed una sua prima cugina, un'unione che, senza la dovuta dispensa papale era da ritenersi illegittima.
Il cronacotecario Giraldus Cambrensis scrisse di lui come l'unico vero pretendente al trono del Gwynedd ed è probabile che un analogo atteggiamento lo tenessero anche le autorità ecclesiastiche. La madre di Llywelyn era Marared Ferch Madog, figlia di Madog ap Maredudd, sovrano del Powys. Pare che ella si sia risposata nel 1197 con Gwion, il nipote di Roger del Powys; dopo aver partorito un figlio è probabile che sia morta e questo rende improbabile che ella abbia contratto un terzo matrimonio con uno degli esponenti della famiglia Corbet dello Shropshire.

## L'insediamento sul trono
Nel 1188 Giraldus Cambrensis compì un viaggio in Galles ed annotò come si fosse già avviata una lotta fra Llywelyn ed i suoi zii. Qualche anno dopo, nel 1194, insieme al cugino Gruffud ap Cynan (1150 circa-1216 circa) sconfisse lo zio Dafydd nella battaglia di Aberconwy, combattuta alla foce del Conwy (fiume). Quando l'anno seguente l'altro zio morì le sue terre andarono a Gruffud, mentre la parte est era in mano già da un anno circa a Llwelyn che vi si era insediato dopo aver cacciato Dafydd. Nel 1197 Llywelyn riuscì a catturare suo zio e lo fece imprigionare, fu per intervento di Hubert Walter, Arcivescovo di Canterbury che Dafydd venne rilasciato e poté quindi riparare in Inghilterra dove morì nel 1203. A quel tempo il Galles era diviso in due zone, la Pura Wallia, dove governavano i sovrani gallesi e le Marche gallesi governate dai baroni anglo-normanni. Nella prima zona il regno più forte era stato a lungo quello di Deheubarth che venne governato da Rhys ap Gruffydd fino alla morte avvenuta nel 1197. Rhys era stato un leader per la Pura Wallia, ma la sua morte creò un vuoto di potere che i suoi figli, intenti a lottare fra loro, non furono in grado di colmare.
Gwenwynwyn ap Owain (morto nel 1216), principe del Powys, provò a conquistare la leadership attaccando il castello di Paincastle retto da Guglielmo de Braose, IV signore di Bramber. Llywelyn appoggiò questo tentativo inviando delle truppe, ma nel mese di agosto il Gran giustiziere Geoffrey FitzPeter, I conte di Essex (1162 circa-1213) rispose all'attacco sconfiggendo i gallesi. La debacle di Gwenwynwyn permise a Llywelyn di mettersi in mostra, nel 1199 conquistò il castello di Mold e benché usasse, apparentemente, il termine di Principe del Nord del Galles non doveva essere ancora così. A quel tempo infatti il cugino Gruffud aveva promesso di portare omaggio al nuovo re d'Inghilterra Giovanni Senza Terra, scelta che, senza un effettivo potere non avrebbe mai potuto compiere.
Tuttavia Gruffud morì nel 1200 e Llywelyn si trovò ad essere l'incontrastato signore del Gwynedd. Nel 1201 prese al nobile Maredudd ap Cynan le regioni di Eifionydd e la Llŷn Peninsula dopo averlo accusato di tradimento. Nel luglio di quell'anno Llywelyn strinse un accordo con re Giovanni secondo il quale si impegnava a giurargli fedeltà e rendergli omaggio, in cambio il sovrano inglese riconosceva le conquiste da lui fatte e permetteva che i casi che riguardassero l'acquisizione di terre da parte di Llywelyn fossero discussi secondo la Legge gallese. L'agosto dell'anno dopo vide la prima mossa di Llywelyn compiuta oltre i confini del proprio regno, l'ex alleato Gwenwynwyn ab Owain era l'unico rivale rimastogli ed egli lo attaccò se non che, l'intervento della chiesa spinse Llywelyn a richiamare i soldati a casa. Il nobile Elise ap Madog non rispose alla convocazione alle armi fattagli da Llywelyn e questi lo privò di tutte le sue proprietà per punizione.
L'accordo con l'Inghilterra fu ratificato ulteriormente nel 1205 con il matrimonio fra Llywelyn e la figlia naturale di Giovanni, Giovanna del Galles, allora sui quattordici anni. Questo matrimonio avvenne dopo che erano cessate le negoziazioni con Papa Innocenzo III perché gli permettesse di sposare la vedova di suo zio Rhodri, che era figlia di Ragnall Haraldsson, signore dell'Isola di Man. Nel 1208 un litigio fra Gwenwynwyn ab Owain e re Giovanni spinse quest'ultimo a convocarlo presso Shrewsbury dove lo arrestò confiscandogli le terre, questo diede l'opportunità a Llywelyn di muoversi e di annettere il Powys e la parte nord del Ceredigion dove ricostruì il castello di Aberystwyth. L'anno dopo Llywelyn accompagnò Giovanni in una campagna contro Guglielmo I di Scozia.

## La perdita e la riconquista del potere
Nel 1210 i rapporti fra Giovanni e Llywelyn si deteriorarono, alcuni storici sostengono che questo potrebbe essere dovuto all'avvicinamento del secondo con Guglielmo de Braose, IV signore di Bramber che in quel tempo era in rotta con il sovrano inglese, tanto che era stato defraudato delle sue terre. Mentre Giovanni si mise alla testa di una campagna contro gli alleati irlandesi dei de Braose, Ranulph de Blondeville e Peter des Roches, vescovo di Winchester (morto il 9 giugno 1238) invasero il Gwynedd. Llywelyn distrusse il proprio castello a Deganwy e si ritirò sulla riva ovest del fiume, Blondeville ricostruì il maniero e Llywelyn si vendicò saccheggiando le terre del conte. Giovanni liberò quindi Gwenwynwyn ab Owain con lo scopo di aiutarlo a reimpossessarsi del Powys e nel 1211 attuò un'altra invasione del Gwynedd con l'aiuto di quasi tutti i nobili gallesi, con l'intento, secondo la Brut y Tywysogion di distruggerne il sovrano. La prima ondata andò a vuoto, ma la seconda, nel mese di agosto, riuscì a penetrare entro lo Snowdonia, la città di Bangor venne bruciata da un distaccamento dell'esercito ed il vescovo catturato. Llywelyn fu costretto a negoziare e, su consiglio dei propri consiglieri, mandò la moglie a trattare con suo padre. Giovanna riuscì effettivamente a convincere il re a non privare il marito di tutte le terre, anche se tutti i possedimenti ad est del Conwy vennero confiscati. L'accordo previde anche la consegna di un tributo in bestiame e cavalli, la consegna di alcuni ostaggi, fra cui il figlio illegittimo Gruffyd, e la condizione che, se Llywelyn fosse morto senza eredi legittimi, il regno sarebbe andato alla moglie e quindi alla corona inglese.
Llywelyn tuttavia risalì rapidamente la china, i nobili che lo avevano tradito furono insoddisfatti del modo di governare di Giovanni e tornarono al suo fianco, al momento opportuno egli si alleò con Maelgwn ap Rhys (1170 circa-1230) e Rhys Gryg (morto nel 1234) ed insorse contro Giovanni. Nell'impresa furono aiutati da Papa Innocenzo III che da diversi anni aveva una disputa in sospeso con il sovrano, dopo aver liberato i tre rivoltosi dal voto di fedeltà che avevano contratto lanciò un Interdetto contro l'Inghilterra, cosa, a quei tempi, ritenuta assai grave. Llywelyn fu in grado di riconquistare buona parte del Gwynedd nel 1212 nell'arco di pochi mesi.
Giovanni ovviamente non rimase con le mani in mano e in agosto pianificò una controffensiva. Secondo alcuni resoconti egli avrebbe voluto cominciare uccidendo alcuni degli ostaggi dopo che l'anno prima due lettere, l'una della figlia e l'altra da Guglielmo I di Scozia, dove lo si avvertiva del fatto che, se egli avesse provato ad invadere il Galles i suoi baroni ne avrebbero approfittato per ucciderlo o per consegnarlo ai suoi nemici. Nel 1213 ogni piano di invasione fu comunque abbandonato e Llywelyn tornò in possesso di tutto il suo regno, tre anni dopo egli strinse un'alleanza con Filippo II di Francia e con i baroni che, l'anno prima, si erano ribellati ed avevano marciato su Shrewsbury catturandola senza problemi. Quando Giovanni fu costretto a firmare la Magna Charta anche Llywelyn ebbe la sua parte di profitto, inclusa la liberazione del figlio che era prigioniero da ormai cinque anni. Risale al 1215 anche l'elezione a cancelliere di Ednyfed Fychan (1170 circa-1246) che rimase al fianco di Llywelyn fino alla fine del suo regno.
Ormai Llywelyn era diventato l'indiscusso capo del Galles e nel dicembre dello stesso anno, insieme ad altri nobili si dispose a conquistare i castelli di Carmarthen, Kidwelly, Llansteffan, Cardigan e Cilgerran. Altro segno del suo potere crescente fu l'influenza che poté esercitare al fine di fare eleggere due gallesi alla posizione di Vescovo di St. David, dove
andò tale Iorwerth, di Bangor dove fu eletto Cadwgan di Llandyfai (morto 11 aprile 1241).
Nel 1216 si tenne un concilio ad Aberdyfi per decidere su alcuni reclami avanzati dai piccoli nobili che in quell'occasione ribadirono la loro fedeltà a Llywelyn.
Gwenwynwyn ab Owain, dopo essere tornato dalla parte di Llywelyn, cambiò di nuovo alleanza tornando da Giovanni, Llywelyn invase di nuovo il Powys cacciandolo ancora e questa volta per sempre, egli infatti dovette riparare in Inghilterra dove morì l'anno dopo lasciando un erede ancora minorenne. Anche Giovanni morì e nel 1216 al trono salì Enrico III d'Inghilterra, un bambino di circa nove anni.
L'anno dopo suo genero Reginald de Braose passò dalla parte degli inglesi, Llywelyn reagì invadendone le terre ed assediando la città di Brecon, dove i rappresentanti cittadini offrirono degli ostaggi. Dopo Brecon fu la volta di Swansea dove genero e suocero si incontratrono ed il primo tornò a sottomettersi al secondo.

## Il regno incontrastato
Nel 1218 Llywelyn ed Enrico III firmarono il Trattato di Worcester che confermava tutte le sue recenti conquiste territoriali. Da quel momento fino alla sua morte Llywelyn fu il principale attore sulla scena politica gallese ed anche il più forte, nonostante i futuri contrasti che sarebbero sorti con i signori delle Marche, in particolare con Hubert de Burgh e talvolta con il re stesso. Il grande numero di figli gli aveva permesso di stringere importanti alleanze matrimoniali, la figlia Gwladus Ddu (morta nel 1251), aveva sposato Reginald de Braose, poiché questi si era dimostrato un alleato poco fidato, un'altra si era unita a Giovanni de Braose, nipote del precedente. Un altro alleato, sepolti i precedenti dissapori, fu Ranulph de Blondeville, il cui nipote ed erede John, conte di Huntingdon (1207-6 giugno 1237) sposò Elen ferch Llywelyn (1206 circa-1253) attorno al 1222. Llywelyn fu sempre attento a non provocare inutili conflitti con la corona o con i signori delle Marche, costringendo anche i propri nobili sottoposti ad agire in ugual modo. Fra il 1220 ed il 1230 furono innalzati molti castelli per difendere i confini, fra questi, tutti costruiti in pietra e piuttosto sofisticati nella struttura, si ricordano quelli di Criccieth, il Castello di Dolbadarn e il Castello di Castell y Bere.
Nel 1220 scoppiò un conflitto fra Llywelyn e Guglielmo il Maresciallo, II conte di Pembroke, quest'ultimo distrusse un paio di castelli, bruciò la città di Haverfordwest e arrivò a minacciare Pembroke, quando fu dissuaso dal continuare dietro il pagamento di una somma cospicua. Tre anni dopo Llywelyn passò i confini catturando i castelli di Kinnerley e Whittington, nello Shropshire, i Marshall ne approfittarono quindi per ricatturare Cardigan e Carmarthen con l'aiuto di un esercito assoldato in Irlanda. In quella piccola campagna fu coinvolto anche il re con cui Llywelyn negoziò ed in ottobre si raggiunse un accordo che prevedeva che ognuno riconsegnasse agli altri quanto aveva conquistato.
Nel 1228 Llywelyn fu coinvolto in uno scontro con il Gran Giustiziere Hubert de Burgh che aveva il controllo del castello di Montgomery, città del Powys che confinava con i suoi possedimenti. Enrico III spedì degli uomini per aiutare de Burgh che iniziò a costruire un altro castello per mantenere meglio le sue posizioni, in ottobre tuttavia gli uomini del re furono spinti ad arrendersi e, dietro il pagamento di una somma, Llywelyn ottenne che l'altro castello non venisse terminato. Il pagamento che doveva Llywelyn lo ottenne con il riscatto che chiese per la liberazione di Guglielmo di Braose che era stato catturato nello scontro.
Mentre de Braose era in prigione aveva deciso di allearsi con Llywelyn e allo scopo avevano pensato di far sposare i loro figli, Isabella de Braose si sarebbe quindi maritata con Dafydd ap Llywelyn. In occasione della Pasqua del 1230 Guglielmo de Braose fece visita alla corte di Llywelyn ed in quell'occasione fu scoperto in atteggiamenti intimi con Giovanna del Galles, scopertili Llywelyn agì immediatamente, il 2 maggio de Braose venne giustiziato e sua moglie venne confinata nel castello per un anno. Llywelyn scrisse poi ad Eva de Braose (1203-1246) (figlia di Guglielmo il Maresciallo), dicendole che sperava che l'increscioso incidente non impedisse la celebrazione delle nozze, che infatti vennero celebrate come previsto.
L'anno seguente fu l'ascesa di Hubert de Burgh a preoccupare Llywelyn, il primo aveva catturato alcuni dei suoi uomini e li aveva decapitati, il secondo aveva quindi risposto bruciando Montgomery, Hay-on-Wye, Brecon e New Radnor prima di rivolgersi ai castelli di Neath e Kidwelly e a quello di Cardigan che vennero conquistati. Enrico III fece alcuni tentativi di rappresaglia, ma nessuno gli permise di sfondare nei domini di Llywelyn. Il 1232 vide l'imprigionamento di de Burgh a causa dello stallo in cui era finita la situazione e il suo sostituto fu Peter de Rivaux (morto nel 1262), questi l'anno dopo si scontrò duramente con Riccardo il Maresciallo, III conte di Pembroke che era succeduto al fratello, il celebre Guglielmo il Maresciallo, morto l'anno precedente. Se de Rivaux si vide sostenuto dal re, Pembroke incassò l'aiuto di Llywelyn e i due insieme, nel gennaio 1234, assediarono Shrewsbury, in aprile Pembroke morì ed una tregua venne raggiunta il 21 giugno. I termini dell'accordo, della durata di due anni, prevedevano che Llywelyn si tenesse Cardigan e Builth Wells, tale accordo venne rinnovato fino alla morte di Llywelyn.

## La disposizione della propria eredità e la morte
Negli anni Llywelyn fece molti sforzi per assicurarsi che il figlio maggiore Dafydd potesse succedergli ed insediarsi saldamente sul trono del Gwynedd a dispetto del costume locale che prevedeva che il più grande ereditasse i possedimenti paterni, a dispetto del suo status legittimo o meno, questo andò a danno di Gruffydd ap Llywelyn Fawr che era, benché illegittimo, il suo primogenito. Nel 1226 Llywelyn convinse Papa Onorio III a riconoscere Giovanna come legittima figlia di Giovanni Senza Terra allo scopo di rafforzare la posizione di Dafydd, dodici anni dopo, nel 1238 all'Abbazia di Strata Florida Llywelyn riunì tutti i suoi nobili e fece loro giurare fedeltà all'erede designato.
Anche il matrimonio di Dafydd con Isabella de Braose, celebrato nel 1230, doveva vedersi in un'ottica strategica, essendo il padre di lei privo di eredi maschi, alla sua morte il figlio avrebbe ereditato, almeno una parte, dei possedimenti del suocero che si trovavano nel sud del Galles. Nel 1237 Giovanna morì e Llywelyn quello stesso anno venne colpito da una paralisi, da quel momento Dafydd subentrò sempre più al padre che morì l'11 giugno 1240 dopo aver preso l'abito monacale all'abbazia dei Cistercensi di Aberconwy dove venne sepolto.

## La discendenza e il matrimonio
Llywelyn sposò Giovanna del Galles nel 1205 ed insieme ebbero almeno tre figli:
- Dafydd ap Llywelyn (1215-1246), sposò Isabella de Braose, nipote di Guglielmo il Maresciallo
- Elen ferch Llywelyn (1206 circa-1253)
- Susanna ferch Llywelyn (morta dopo il 1288)

Llywelyn ebbe anche diversi figli illegittimi da donne diverse fra cui:
- Gruffydd ap Llywelyn Fawr (1198 circa-1º marzo 1244)
- Tegwared ap Llywelyn
- Marared ferch Llywelyn (morta dopo il 1268), sposò in prime nozze Giovanni de Braose
- Gwladus Ddu (morta nel 1251)
- Angharad ferch Llywelyn (fl. 1260)
- Helen ferch Llywelyn (prima del 1230-dopo il 16 febbraio 1295), sposò in seconde nozze Domhnall I, conte di Mar, dalla loro unione nacque Isabella di Mar che fu a sua volta la madre di Marjorie Bruce, moglie di Robert Bruce.